# Grk Zorba (film)
Grk Zorba, v originalu Zorba The Greek,  je črnobeli ameriški kultni film ciprskega režiserja Michaela Cocoyannisa iz leta 1964, z Anthonyjem Quinnom v njegovi najboljši vlogi 
Film, priznana filmska klasika, si je prislužil sedem nominacij za Oskarja ® , med drugim za najboljši film, najboljšo režijo in najboljšega igralca. V stranskih vlogah nastopata tudi Irene Papas in Lila Kedrova.
Grk Zorba je dobitnik treh Oskarjev ®, za najboljšo stransko žensko vlogo (Lila Kedrova), najboljšo scenografijo in najboljšo fotografijo.
Film je bil posnet na Kreti, snemali so v kraju Chania, v pokrajini Apokoronas in na polotoku Akrotiri. Znani prizor zorbovega plesa - sirtaki, je bil posnet na plaži pri kraju Stavros.    

## Filmska ekipa
- fotografija – Walther Lassally
- glasba – Mikis Theodorakis
- igralci: 
  - Alexis Zorba - Anthony Quinn
  - Basil - Alan Bates
  - vdova - Irene Papas
  - Madame Hortense - Lila Kedrova
  - Mimithos - Sotiris Moustakas
  - Pavlo - Yorgo Voyagis
- kamera - George Antonakis
- direktor filma - Vassilis Petropoulakis
- snemalec zvoka - Mikes Damalas
- kostumografinja - Anna Stavropolou
- direktor fotografije – Walther Lassally

## Vsebina
Na grškem otoku Kreti se Basil (Alan Bates), sramežljivi in zadržani pisatelj grških korenin, vzgojen v Angliji, spoprijatelji z Zorbo (Anthony Quinn), glasnim, razposajenim in radoživim vaščanom, ki je njegovo pravo nasprotje. Ko začne Zorba delati v Basilovem zapuščenem rudniku lignita, je to pravi začetek šole za mladeniča, ki postopoma spremeni svojo vlogo pasivnega opazovalca sveta, ki ga obdaja, in se začne dejavno posvečati svojemu življenju. 

## Tehnični podatki
- tip: celovečerni igrani film
- format: 35 mm, črno belo (č/b), standard
- dolžina traku: 3090 m, 3715 (Švedska)
- dolžina filma: 108 minut